# Элеонора де Бурбон (графиня де Ла Марш)
Элеонора де Бурбон (1407 — 1464) — графиня Марша и Кастра с 1435, герцогиня Немурская с 1446, дочь и наследница Жака II де Бурбон, графа де ла Марш, и Беатрисы Наваррской.

## Биография
Вступила во владение графствами Марш и Кастр после того, как её отец стал монахом-франсисканцем.
В 1429 вышла замуж за Бернара д’Арманьяк, графа Пардиак (1400—1456), от которого родила четверых детей:
- Жак III (1433—1477), граф де Кастр, затем — граф де Пардиак и де Ла Марш, виконт де Карла и де Мюра, с 1461 г. герцог де Немур и пэр Франции,
- Бонна (1434—1458), монахиня монастыря Сент-Клер дн Лезиньян,
- Екатерина (1438—1503), монахиня, затем аббатиса монастыря Сент-Клер д’Амьен,
- Жан (1439/40-1493) — с 1460 епископ Кастра, с 1483 — Оша.

Элеонора с 1446 года носила титул герцогини Немурской, поскольку 13 августа 1446 года Парижский парламент признал законным иск Бернара и Элеоноры к наследникам умершей в 1441 году королевы Наварры Бланки, сестры матери Элеоноры. Но это ничего не изменило. Хотя Бернар и Элеонора и получали присуждённые им деньги с земель, входящих в герцогство, Хуан II, король Арагона, бывший муж Бланки, и их сын Карлос, принц Вианский, продолжали к титулу короля Наварры добавлять титул герцога де Немура. А во Франции герцогство с 1441 года считалось принадлежащим короне.
Только в 1461 году король Людовик XI передал Немур Жаку, сыну Элеоноры и Бернара.